# Středoevropský pohár 1989
Středoevropský pohár 1988/89 byl čtyřicátým osmým ročníkem mezinárodního turnaje fotbalových klubů. Zúčastnily se ho týmy z Itálie, Československa a Maďarska, jugoslávský zástupce FK Vojvodina Novi Sad se před prvním zápasem ze soutěže odhlásil a nepodařilo se za něj sehnat náhradu.
Itálii reprezentoval vítěz Serie B Bologna FC 1909, ČSSR a Maďarsko vyslaly týmy, které se umístily v první lize za příčkami zajišťujícími start v evropských pohárech: Baník Ostrava a Ferencvárosi TC.
Vítězem poháru se poprvé a naposled v historii stal Baník Ostrava.

## Semifinále
| Domácí v 1. zápase | Celkem   | Hosté v 1. zápase     | 1. zápas | 2. zápas |
| ------------------ | -------- | --------------------- | -------- | -------- |
| Bologna FC 1909    | 8 - 5    | Ferencvárosi TC       | 5 - 2    | 3 - 3    |
| Baník Ostrava      | bez boje | FK Vojvodina Novi Sad |          |          |

## Finále
| 12. listopadu 1988                 |     |                    |                                                                   |
| Baník Ostrava                      | 2–1 | Bologna FC 1909    | Bazaly, Ostrava diváci: 1046 rozhodčí: Friedrich Kaupe (Rakousko) |
| Radomír Chýlek 33' Dušan Fábry 59' |     | Angelo Alessio 14' | Bazaly, Ostrava diváci: 1046 rozhodčí: Friedrich Kaupe (Rakousko) |

| 8. prosince 1988    |     |                              |                                                                         |
| Bologna FC 1909     | 1–2 | Baník Ostrava                | Stadio Renato Dall'Ara diváci: 5000 rozhodčí: Heinz Holzmann (Rakousko) |
| Marco De Marchi 83' |     | Václav Daněk 16' (pen.), 88' | Stadio Renato Dall'Ara diváci: 5000 rozhodčí: Heinz Holzmann (Rakousko) |

Na tento ročník navázal Středoevropský superpohár, jehož konání inicioval italský funkcionář Romeo Anconetani. Jednalo se o jediný ročník v historii, ve dvojzápase se Baník střetl s vítězem z roku 1988, italským klubem AC Pisa 1909. První utkání, které se hrálo ve středu 12. dubna 1989 na Bazalech, vyhráli domácí 3:0 brankami Škarabely (v 17. minutě), Kuly (45.) a Nečase (48.). Odvetu v Pise sice Baník prohrál 1:3, tento výsledek mu však stačil k celkovému vítězství.